# Vladímir Odóievski
El kniaz Vladímir Fiódorovitx Odóievski, rus: Влади́мир Фёдорович Одо́евский (Moscou, 11 d'agost [C.J. 30 de juliol] de 1803, – Moscou, 11 de març [C.J. 27 de febrer] de 1869) fou un prominent filòsof de la Rússia Imperial, escriptor, crític musical, filantrop i pedagog.
Com a escriptor i pensador, el príncep Odóievski va estar durant molt de temps sota la influència de Hoffmann i F.W. Schelling.
Era aficionat a les ciències ocultes, per la qual cosa va rebre el sobrenom de "Faust rus".
Conegut com a mestre del povest fantàstic i històric, va ser un dels primers a Rússia a experimentar amb el gènere de la utopia (“Any 4338: Cartes de Sant Petersburg”) i va continuar les tradicions de la sàtira de la Il·lustració.

## Biografia
Era l'últim (62è) representant de la família principesca dels Odóievski, una de les branques més antigues del ruríkides. El seu pare, Fiódor Serguéievitx, era conseller d'Estat (rus: статский советник, statski soviétnik). Va començar com a ajudant del príncep Grigori Potiomkin. Després, el 1798 va entrar a la funció pública com a director de la sucursal de Moscou del Banc d'Assignació de l'Estat, rus: Государственный ассигнационный банк.
Segons una versió generalitzada, la mare, Iekaterina Alekséievna Filíppova, provenia d'una família de serfs. no obstant això, aquesta versió s'ha demostrat incorrecta, atès que, en realitat, era filla d'un práporsxik.
La seva mare, Avdotia Petrovna Filíppova, tenia una casa al carrer Pretxistenka de Moscou, diversos criats i una petita fortuna heretada del seu marit. La seva mare era una jove ben educada; sabia parlar francès i tocar el piano. No obstant això, a causa del seu origen innoble, no va poder obtenir suport entre els parents nobles del seu marit. Després de la mort del seu marit el 1808, la mare de Vladímir es va casar dues vegadesPart de la seva infància va passar amb el seu avi, Serguei Ivànovitx Odóievski, però quan va morir, la seva finca, a la gubèrnia de Kostromà, va acabar en mans d'un conegut de l'àvia materna de Vladímir, la vídua d'un general, Agrafena Glazova, que es va fer càrrec de les propietats.El 1812, es va calar foc a la casa de la seva mare a Moscou, i ell i la seva mare visqueren a la finca Drokovo, a la gubèrnia de Riazan. Mentre el seu fill estava fora estudiant a un internat, el 1818–1819 es va casar amb el sots-podporútxik Pàvel Setxenov, i després d'haver donat la custòdia del seu fill a Agrafena Glazova, es va establir a Drokovo amb el seu nou mari.P. Setxenov va resultar ser un marit maltractador. Vladímir va acabar tenint molts deutes amb Glazova, i després d'haver-los liquidat tots, es va traslladar, gairebé arruïnat, a la finca del seu avi.
Considerat pels seus contemporanis com un moscovita típic, es va formar a l'Internat noble de la Universitat de Moscou el 1816-22. A mitjan de la dècada del 1820, Odóievski va presidir la Societat de la Saviesa, on ell i els seus companys d'estudis es reunien per discutir les idees de Friedrich Schelling i altres filòsofs alemanys. En aquest període, va conèixer molts futurs eslavòfils i occidentalitzadors, però es va negar a identificar-se amb cap d'aquests moviments.
Des de 1824, Odóievski estigué actiu com a crític literari i periodista. El 1824 ell i Wilhelm Küchelbecker van fundar l'efímer almanac literari moscovita Mnemozina, rus: Мнемози́на. Més coneguda és la seva tasca com a coeditor de Sovreménnik amb Aleksandr Puixkin a mitjan dècada del 1830. El 1826 es va traslladar a Sant Petersburg, on es va incorporar al personal de la Biblioteca Pública Imperial. Dues dècades més tard, fou posat al capdavant del Museu Rumiàntsev. Odóievski finalment va tornar a Moscou el 1861, però va continuar exercint de senador fins a la seva mort. Està enterrat a la necròpolis del monestir de Donskoi.

## Relats breus

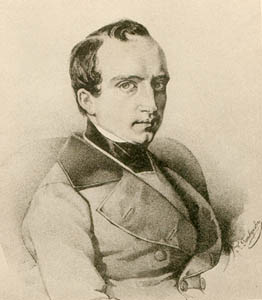
Odóievski als anys 1840; litografia de Kirill Gorbunov

Amb la idea d'imitar Ludwig Tieck i Novalis, Odóievski va publicar una sèrie de contes per a nens (p.ex. La ciutat en una tabaquera, rus: Городок в табакерке / Gorodok v tabakerke) i històries fantàstiques per a adults (per exemple, Cosmorama i Salamandra) imbuïdes amb un vague misticisme en la línia de Jakob Böhme i Louis-Claude de Saint-Martin.
Després de l'èxit de La dama de piques de Puixkin, Odóievski va escriure diverses històries similars sobre la vida dissipada de l'aristocràcia russa (per exemple, La kniajna Mimi, rus: Княжна Мими i La kniajna Zizi, rus: Княжна Зизи). A causa de les seves nombroses històries breus dels anys 1820 i 1830, Odóievski hauria de figurar entre els pioners del relat impressionista a Europa.
El seu llibre més madur fou la col·lecció d'assaigs i novel·les titulada Nits russes, rus: Русские ночи Rússkie notxi (1844). Llunyanament inspirat en Les Nits Àtiques d'Aulus Gel·li, el llibre va trigar dues dècades a completar-se. Conté algunes de les ficcions més conegudes d'Odóievski, incloses les novel·les distòpiques L’últim suïcidi, rus: Последнее самоубийство / Poslédneie samoubíistvo i La ciutat sense nom, rus: Город без имени / Gorod bez ímeni. Les històries estan entrellaçades amb converses filosòfiques amb remisicències dels enciclopedistes francesos.

## Crítica musical
Com a crític musical, Odoyevsky es va proposar de propagar l'estil nacional de Mikhaïl Glinka els seus seguidors, denigrant els seus avantpassats com Dmitri Bortnianski. També va escriure una biografia romanticitzada del violinista rus Ivan Khandoixkin, la carrera de la qual va presentar frustrada per la maligna influència de músics italians com Giuseppe Sarti. Entre els seus nombrosos articles sobre temes musicals, un tractat sobre el cant de l'antiga església russa mereix una atenció especial, tot i que expressava un fort disgust pel cant strotxnoi (polifònic rus primerenc): "Cap orella humana podria suportar la successió de segons que són constantment a encontrar". Johann Sebastian Bach i Beethoven aapareixen com a personatges en algunes de les seves novel·les. Odoyevsky estigué actiu en la fundació de la Societat Musical Russa, el Conservatori de Moscou, i el de Sant Petersburg.

## Tecnologia
Odóievski va participar en el desenvolupament de la tecnologia de la galvanoplàstia, inventada per Moritz von Jacobi a Rússia. El 1844 Odóievski va escriure un llibre, El galvanisme aplicat a la tecnologia, rus: Гальванизм в техническом применении. Va fer diversos experiments i va desenvolupar la galvanoplàstia de cobalt.